# العزيب (بن عنفر)
العزيب هو دُوَّار يقع بجماعة القليعة، عمالة إنزكان آيت ملول، جهة سوس ماسة في المملكة المغربية. ينتمي الدوّار لمشيخة بن عنفر التي تضم 7 دواوير. يقدر عدد سكانه بـ 5193 نسمة حسب الإحصاء الرسمي للسكان والسكنى لسنة 2004.

## روابط خارجية
- البوابة الوطنية للجماعات الترابية
- المندوبية السامية للتخطيط